# Église de Säyneinen
L'église de Säyneinen (en finnois : Säyneisen kirkko) est une église en pierre située dans le quartier de Säyneinen à Kuopio en Finlande. 

## Description
L'église, conçue par Sakari Honkavaara et Esko Suhonen, est inaugurée en 1939.
L'église représente le style romantique fonctionnaliste des années 1940. 
Il y a une croix à l'emplacement du retable de l'autel.
L'église a 350 sièges. Le bâtiment de l'église comprend une salle paroissiale et des bureaux.